# فابیولا دسوزا
جوزف فابیولا آلمیدا دسوزا (انگلیسی: Fabíola de Souza) بازیکن حرفه‌ای والیبال اهل برزیل، که موفق به کسب مدال برنز قهرمانی جهان ۲۰۱۴ با تیم ملی برزیل شده است.

## باشگاه‌ها
- اوزاسکو (۲۰۱۱–۲۰۱۳)
- اوزاسکو (۲۰۱۳–۲۰۱۴)
- دینامو کراسنودار (۲۰۱۴–۲۰۱۵)